# Gymnammodytes
Genre
Gymnammodytes est un genre de poissons de la famille des Ammodytidae communément appelés Cicerelles. Ces petits poissons sont aussi appelés lançons ou équilles.

## Liste des espèces
Selon FishBase (30 janvier 2016) et World Register of Marine Species (30 janvier 2020) :
- Gymnammodytes capensis Barnard 1927 - Cicerello du Cap
- Gymnammodytes cicerelus Rafinesque, 1810 - Lançon cicerelle[1], Cicerelle commune[1]
- Gymnammodytes semisquamatus (Jourdain, 1879) - Grande cicerelle[1]

## Étymologie
Le nom de ce genre composé du grec ancien γυμνός, gumnós, « nu », άμμος, ámmos, « sable », δύειη, dýeiê, «  pénétrer dans, plonger », fait référence à ces espèces qui s'enfouissent dans le sable. 

## Publication originale
- (de) Duncker & Mohr, 1935 : Die nordeuropäischen Ammodytes-Arten des Hamburger Zoologischen Museums. Zoologischer Anzeiger, vol. 110, n. 1, p. 216-220[5] (introduction).